# 296
| [ Edytuj tabelę ] |                                          |
| Król Aksum        | - 270 Endubis 300                        |
| Król Armenii      | - 287 Tiridates III 330                  |
| Cesarz Chin       | - 290 Jin Huidi 307                      |
| Władca Korei      | - 292 Pongsang 300                       |
| Papież            | - 283 Kajus 296 - 296 Marcelin 304       |
| Król Persji       | - 293 Narses 302                         |
| Cesarz Rzymu      | - 284 Dioklecjan 305 - 286 Maksymian 305 |

Rok 296 / CCXCVI
stulecia: II wiek ~
III wiek ~
IV wiek

lata: 286 «
291 «
292 «
293 «
294 «
295 «
296
» 297
» 298
» 299
» 300
» 301
» 306

## Wydarzenia
- 30 czerwca – Marcelin został papieżem.
- Bunt Domicjusza Domicjana w Egipcie, stłumiony przez Maksymiana.
- Edykt cesarza Dioklecjana przeciw manichejczykom.
- Konstancjusz Chlorus spacyfikował uzurpację Allektusa w Brytanii.

## Zmarli
- 22 kwietnia – Kajus, papież.
- Allektus, rzymski uzurpator w Brytanii.